# Comuna C.A. Rosetti, Tulcea
C.A. Rosetti (în rusă: К. А. Росетти) este o comună în județul Tulcea, Dobrogea, România, formată din satele Cardon, C.A. Rosetti (reședința), Letea, Periprava și Sfiștofca.

## Demografie
Componența etnică a comunei C.A. Rosetti
     Români (48,74%)
     Ruși lipoveni (19,97%)
     Ucraineni (18,87%)
     Alte etnii (12,42%)
Componența confesională a comunei C.A. Rosetti
     Ortodocși (67,45%)
     Creștini de rit vechi (19,65%)
     Alte religii (0,47%)
     Necunoscută (12,42%)
Conform recensământului efectuat în 2021, populația comunei C.A. Rosetti se ridică la 636 de locuitori, în scădere față de recensământul anterior din 2011, când fuseseră înregistrați 910 locuitori. Cei mai mulți locuitori sunt români (48,74%), cu minorități de ruși lipoveni (19,97%) și ucraineni (18,87%). Din punct de vedere confesional, majoritatea locuitorilor sunt ortodocși (67,45%), cu o minoritate de creștini de rit vechi (19,65%), iar pentru 12,42% nu se cunoaște apartenența confesională.

## Politică și administrație
Comuna C.A. Rosetti este administrată de un primar și un consiliu local compus din 9 consilieri. Primarul, Antonel Pocora[*], de la Partidul Social Democrat, este în funcție din octombrie 2020. Începând cu alegerile locale din 2024, consiliul local are următoarea componență pe partide politice:
|  | Partid                                   | Consilieri | Componența Consiliului | Componența Consiliului | Componența Consiliului | Componența Consiliului |
|  | ---------------------------------------- | ---------- | ---------------------- | ---------------------- | ---------------------- | ---------------------- |
|  | Partidul Social Democrat                 | 4          |                        |                        |                        |                        |
|  | Partidul Național Liberal                | 2          |                        |                        |                        |                        |
|  | Uniunea Salvați România                  | 2          |                        |                        |                        |                        |
|  | Comunitatea Rușilor Lipoveni din România | 1          |                        |                        |                        |                        |

## Personalități născute aici
- Stavru Tarasov (1883 - 1961), pictor, muzician, profesor.

## Atracții turistice
- Rezervația naturală Grindul și Lacul Răducu (2.500 ha)
- Delta Dunării și Complexul Razim - Sinoie (sit SPA)